# Do Anything You Say
Singles de David Bowie
Can't Help Thinking About Me
(janvier 1966) I Dig Everything
(août 1966)
Do Anything You Say est une chanson de David Bowie parue en single en 1966.

## Histoire
David Bowie se sépare du groupe The Lower Third à la fin du mois de janvier 1966. Avec son imprésario Ralph Horton, il organise des auditions au Marquee de Londres pour recruter de nouveaux musiciens. Il retient le batteur John Eager, le bassiste Dek Fearnley et le guitariste John Hutchinson, un trio qui reçoit pour nom « The Buzz ». Bowie se produit avec The Buzz tout au long du mois de février et apparaît avec eux dans l'émission de télévision Ready Steady Go! le 4 mars pour interpréter son précédent single Can't Help Thinking About Me, enregistré avec The Lower Third.
Entre-temps, Bowie et The Buzz se sont rendus aux studios Regent Sounds pour enregistrer une démo d'une nouvelle composition du chanteur, Do Anything You Say. Le producteur Tony Hatch (en) est convaincu et le groupe entre aux studios Pye le 7 mars pour enregistrer la version définitive de la chanson, ainsi que sa face B Good Morning Girl. Elles paraissent en 45 tours le 1er avril 1966. Comme tous les précédents singles de Bowie, c'est un échec commercial.
Lorsque Bowie devient une vedette sous les traits de Ziggy Stardust, en 1972, Pye Records (qui n'est alors plus sa maison de disques) réédite quatre de ses chansons de 1966, dont les deux faces du single Do Anything You Say / Good Morning Girl, sur un maxi 45 tours. Elles figurent également sur la compilation de 1991 Early On (1964–1966), qui rassemble les tout premiers enregistrements publiés de Bowie.

## Caractéristiques artistiques
Le biographe de Bowie Nicholas Pegg décrit Do Anything You Say comme « une chanson d'amour de rhythm and blues sans imagination, guère prometteuse comparée à certaines autres chansons de Bowie de 1966 ». Il remarque que les chœurs en question-réponse constituent un plagiat clair du Anyway, Anyhow, Anywhere des Who, sorti l'année précédente. La face B Good Morning Girl démontre davantage d'inspiration avec ses accents jazz, au point que Pegg estime qu'elle aurait fait une meilleure face A que Do Anything You Say. Bowie s'essaie même au scat sur le refrain, « charmant exercice de style » aux yeux de Matthieu Thibault.

## Fiche technique

### Chansons
Toutes les chansons sont écrites et composées par David Bowie.
| 1. | Do Anything You Say | 2:32 |
| 2. | Good Morning Girl   | 2:14 |

### Interprètes
- David Bowie : chant, tambourin
- John Hutchinson : guitare, chœurs
- Dek Fearnley : basse, chœurs
- John Eager : batterie, chœurs
- Tony Hatch (en) : piano sur Do Anything You Say
- Derek Boyes : claviers sur Good Morning Girl[11]

### Équipe de production
- Tony Hatch (en) : producteur[11]